# Luka Đorđević
Luka Đorđević (en serbio cirílico: Лукa Ђорђевић; a veces transcrito como Luka Djordjevic; Budva, Yugoslavia, 9 de julio de 1994) es un futbolista profesional montenegrino que juega como delantero en el Sogdiana Jizzakh de la Super Liga de Uzbekistán.

## Trayectoria
Debutó como profesional con el Fudbalski Klub Mogren de la Primera División de Montenegro en la temporada 2011-12, disputando un total de 26 partidos en los que anotó 10 goles. Esta actuación llamó la atención de los ojeadores del Zenit San Petersburgo y en verano de 2012 fichó por el equipo ruso. El 11 de agosto debutó con el equipo petersburgués en partido oficial de liga, tras salir como reserva en una victoria frente al Spartak Moscú (5-1).

## Clubes
| Club                           | País           | Año       |
| ------------------------------ | -------------- | --------- |
| F. K. Mogren                   | Montenegro     | 2011-2012 |
| Zenit San Petersburgo          | Rusia          | 2012-2019 |
| F. C. Twente (cedido)          | Países Bajos   | 2013-2014 |
| U. C. Sampdoria (cedido)       | Italia         | 2014-2015 |
| S. D. Ponferradina (cedido)    | España         | 2015-2016 |
| P. F. C. Arsenal Tula (cedido) | Rusia          | 2017-2019 |
| F. C. Lokomotiv Moscú          | Rusia          | 2019-2021 |
| P. F. C. Arsenal Tula (cedido) | Rusia          | 2020-2021 |
| Vejle Boldklub                 | Dinamarca      | 2021-2022 |
| P. F. C. Sochi                 | Rusia          | 2022-2024 |
| Abha Club                      | Arabia Saudita | 2024      |
| Karmiotissa F. C.              | Chipre         | 2024-2025 |
| Sogdiana Jizzakh               | Uzbekistán     | 2025-     |